# ZNF703
ZNF703 (انگلیسی: ZNF703) نام ژنی است که در بروز سرطان پستان نقش دارد.
به‌دنبال پژوهش‌هایی که توسط دانشمندان مؤسسهٔ «کنسر ریسرچ یو. کِی» انجام شد، این نخستین آنکوژن کشف‌شده ظرف پنج سالِ گذشته محسوب می‌شود.
این ژن بر روی بازوی کوتاه کروموزوم ۸ قرار دارد و با بروزِ سرطان پستان نوعِ Luminal B در ارتباط است.
اخیراً مشخص شده‌است که این ژن عامل تقویت ژنی در لوکوس 8p12 است.